# ییرژی منتسل
ییرژی منتسل (چکی: Jiří Menzel؛  ‏ تلفظ چکی: [ˈjɪr̝iː]؛ ‏ YI-RZHEE؛ ‏  زادهٔ ۲۳ فوریهٔ ۱۹۳۸ – درگذشته ۵ سپتامبر ۲۰۲۰) هنرپیشه و کارگردان اهل جمهوری چک بود.
از فیلم‌ها یا مجموعه‌های تلویزیونی که وی در آن‌ها نقش داشته است، می‌توان به اگر یک‌هزار کلارینت اشاره نمود.